# Seznam zápasů slovenské a kanadské hokejové reprezentace
Toto je seznam zápasů slovenské a kanadské hokejové reprezentace na MS a Zimních olympijských hrách.

## Mistrovství světa v ledním hokeji
| Datum     | Číslo | Slovensko | Výsledek | Zápas       | MS   | Místo     | Branky Slovenska                                                 |
| --------- | ----- | --------- | -------- | ----------- | ---- | --------- | ---------------------------------------------------------------- |
| 21.4.1996 | 1     | Slovensko | 3:3      | ZS          | 1996 | Vídeň     | Ľubomír Sekeráš • René Pucher • Jozef Daňo                       |
| 3.5.1998  | 2     | Slovensko | 2:2      | ZS          | 1998 | Curych    | Róbert Švehla • Jozef Daňo                                       |
| 1.5.1999  | 3     | Slovensko | 2:3      | ZS          | 1999 | Hamar     | Ivan Droppa • Jozef Daňo                                         |
| 9.5.2000  | 4     | Slovensko | 3:4      | osmifinále  | 2000 | Petrohrad | Ľubomír Hurtaj • Miroslav Šatan • Ľuboš Bartečko                 |
| 7.5.2002  | 5     | Slovensko | 3:2      | čtvrtfinále | 2002 | Karlstad  | 2x Peter Bondra • Miroslav Šatan                                 |
| 8.5.2004  | 6     | Slovensko | 1:2      | semifinále  | 2004 | Praha     | Miroslav Šatan                                                   |
| 12.5.2005 | 7     | Slovensko | 4:5      | čtvrtfinále | 2005 | Innsbruck | 2x Pavol Demitra • Marián Gáborík • Michal Handzuš               |
| 17.5.2006 | 8     | Slovensko | 1:4      | čtvrtfinále | 2006 | Riga      | Dušan Milo                                                       |
| 2.5.2007  | 9     | Slovensko | 4:5      | ZS          | 2007 | Mytišči   | Milan Jurčina • Marián Hossa • Marek Uram • Miroslav Šatan       |
| 28.4.2009 | 10    | Slovensko | 3:7      | ZS          | 2009 | Kloten    | Tomáš Surový • Marcel Hossa • Dominik Graňák                     |
| 4.5.2012  | 11    | Slovensko | 2:3      | ZS          | 2012 | Helsinky  | Tomáš Tatar • Milan Bartovič                                     |
| 17.5.2012 | 12    | Slovensko | 4:3      | čtvrtfinále | 2012 | Helsinky  | Tomáš Kopecký • Milan Bartovič • Miroslav Šatan • Michal Handzuš |
| 10.5.2014 | 13    | Slovensko | 1:4      | čtvrtfinále | 2014 | Minsk     | Miroslav Šatan                                                   |
| 14.5.2016 | 14    | Slovensko | 0:5      | ZS          | 2016 | Petrohrad | nikdo                                                            |
| 13.5.2019 | 15    | Slovensko | 5:6      | ZS          | 2019 | Košice    | 2x Matúš Sukeľ • 2x Adam Liška • Ladislav Nagy                   |
| 16.5.2022 | 16    | Slovensko | 1:5      | ZS          | 2022 | Helsinky  | Samuel Takáč                                                     |

## Zimní olympijské hry
| Datum     | Číslo | Slovensko | Výsledek | Zápas      | ZOH  | Místo       | Branky Slovenska                   |
| --------- | ----- | --------- | -------- | ---------- | ---- | ----------- | ---------------------------------- |
| 19.2.1994 | 1     | Slovensko | 3:1      | ZS         | 1994 | Lillehammer | 2x Jozef Daňo • Róbert Švehla      |
| 27.2.2010 | 2     | Slovensko | 2:3      | semifinále | 2010 | Vancouver   | Ľubomír Višňovský • Michal Handzuš |